# Oxytropis eriocarpa
Oxytropis eriocarpa är en ärtväxtart som beskrevs av Aleksandr Andrejevitj Bunge. Oxytropis eriocarpa ingår i släktet klovedlar, och familjen ärtväxter. Inga underarter finns listade i Catalogue of Life.